# Nghtmre

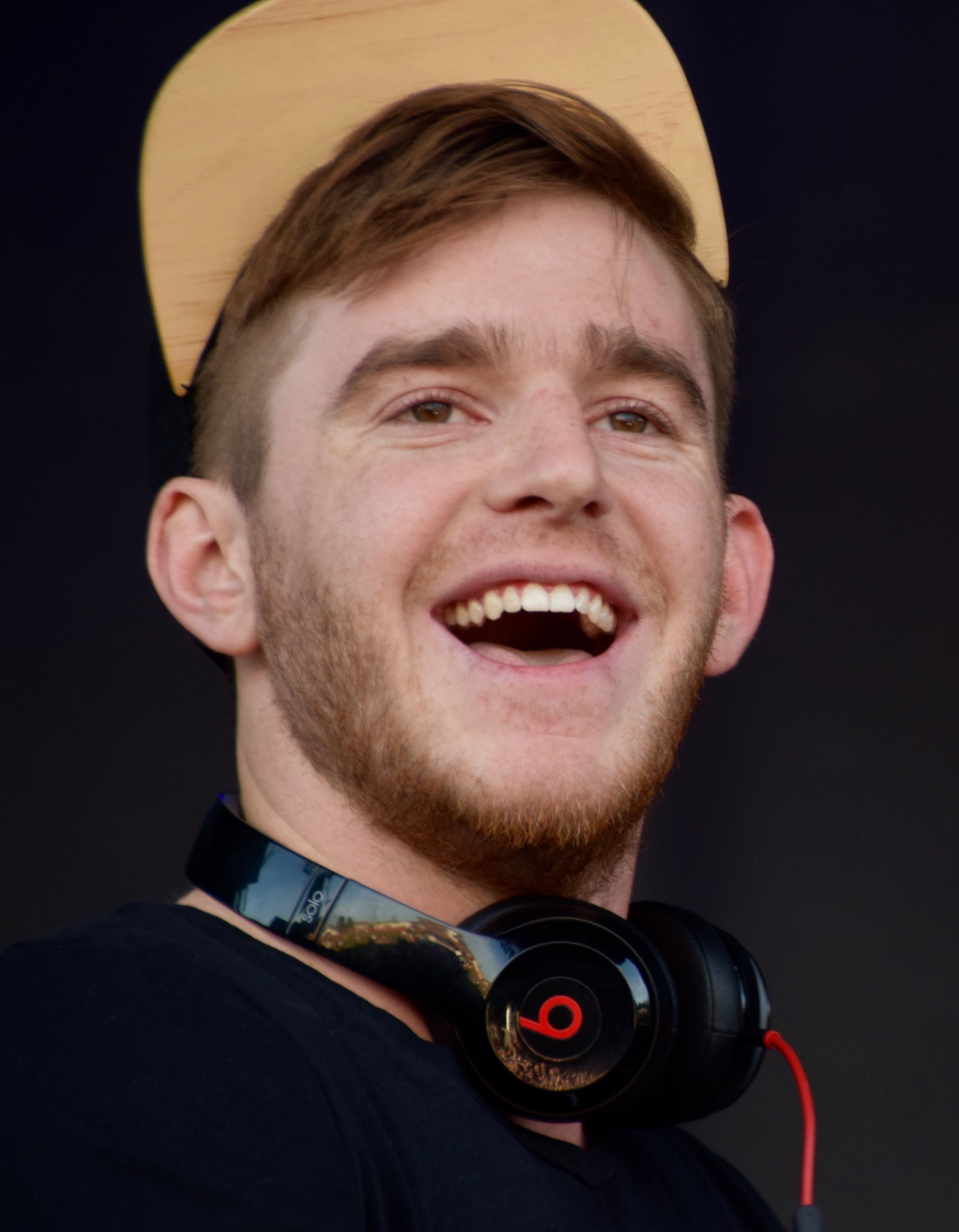
Nghtmre, 2016

Tyler Marenyi (* 11. Oktober 1990 in Stamford, Connecticut), besser bekannt unter seinem Künstlernamen Nghtmre (ausgesprochen: Nightmare), ist ein US-amerikanischer DJ und Trap-Produzent aus Los Angeles, Kalifornien.
Marenyi wurde in Stamford, Connecticut geboren und wuchs in Raleigh, North Carolina auf. Er ging zur Elon University und erwarb einen Abschluss in Finanzwissenschaften, bevor er nach Los Angeles zog, um eine musikalische Karriere einzuschlagen. Dort besuchte er die Icon Collective Music Production School, wo er seine späteren Produzentenkollegen Derek und Scott von Slander kennenlernte und eine Arbeitsbeziehung aufbaute, die zu zahlreichen Kollaborationen führte. Zusammen gingen sie nun häufig als Headliner-Acts auf Tournee.

## Karriere
Anfangs kreierte er Trap- und House-Remixe von Songs von Tiësto, Rae Sremmurd und Skrillex. Später begann er, eigene Songs zu produzieren und mit anderen Produzenten zusammenzuarbeiten. Größere Bekanntheit erlangte er von dem Zeitpunkt an, als Skrillex einen seiner Songs während eines Sets beim Ultra Music Festival spielte. Marenyi unterschrieb schließlich bei Diplos Plattenlabel Mad Decent und ließ kurz darauf seinen ersten Song Street veröffentlichen. Er debütierte beim EDC Las Vegas 2015, seinem ersten Festivalauftritt. Er tourte und arbeitete regelmäßig mit Slander zusammen, mit dem er seine Debüt-EP Nuclear Bonds veröffentlichte, die später auch auf Mad Decent veröffentlicht wurde.
Im Jahr 2016 erschien die Nghtmre EP, die den Einstieg in Billboards Top Dance/Electronic Albums Charts schaffte. Er arbeitete mit Pegboard Nerds zusammen, um Superstar als Single auf dem in Vancouver ansässigen Label Monstercat zu veröffentlichen. Später arbeitete er mit dem Produzenten Dillon Francis zusammen, um die Single Need You auf Mad Decent zu veröffentlichen. Ein offizielles Musikvideo zu dem Song wurde von Francis am 9. Mai 2016 über YouTube veröffentlicht.
Später arbeitete er mit Flux Pavilion zusammen, um Feel Your Love als Single auf seinem Label Circus Records zu veröffentlichen. Er arbeitete mit dem Rapper Afro zusammen, um die Single Stronger zu veröffentlichen, die auch auf Mad Decent veröffentlicht wurde. Außerdem arbeitete er mit dem in Toronto ansässigen Duo Zeds Dead zusammen, um Frontlines als Single zu veröffentlichen, die später auf ihrem Debütalbum Northern Lights über ihr Label Deadbeats veröffentlicht werden sollte. Er arbeitete mit LOUDPVCK zusammen, um Click Clack als Single über Skrillex's OWSLA Label zu veröffentlichen.

## Diskografie

### EPs
- 2015 Nuclear Bonds
- 2016 Nghtmre
- 2017 Nghtmre, Pt. II

### Singles
- 2014 Walking on Sunshine
- 2015 Mtrd
- 2015 Street
- 2015 Aftershock (feat. Boombox Cartel)
- 2015 You
- 2015 Warning
- 2015 Power
- 2016 Superstar
- 2016 Need You
- 2016 Feel Your Love
- 2016 Frontlines
- 2016 Click Clack
- 2016 Stronger
- 2016 Gud Vibrations
- 2017 End of the Night
- 2017 Embrace (feat. Xavier Dunn)
- 2017 Only Want U (feat. Akylla)
- 2017 On The Run (feat. PASSEPORT)
- 2017 No Coming Down
- 2017 The Killer
- 2017 Another Dimension (feat. Dillon Francis)
- 2020 Tu Tu Tu (That’s Why We) (Galantis & Nghtmre feat. Liam O’Donnell)

### Remixes
- 2017 Frontlines
- 2017 Feel Your Love
- 2019 Habstrakt – The One